# 金国泰
金国泰（朝鲜语：／，1924年8月27日—2013年12月13日）是朝鲜人民军中将，朝鲜人民军上将金策的长子。
毕业于万景台革命学院、金日成综合大学、莫斯科国立大学。1963年，任朝鲜人民军总政治局副局长。1967年，当选最高人民会议代议员。1970年，当选中央委员。1976年，出任金日成高级党校校长。1992年，当选劳动党书记局书记（负责干部培养）。翌年起又任党中央干部部部长。2010年党代表会议上，当选政治局委员、中央检查委员会主席。
2013年12月13日18時20分因病去世，朝鲜劳动党中央和最高人民会议常任委员会决定为其举行国葬，治丧委员会从15日接受吊唁，金国泰的遗体将于16日下葬於愛國烈士陵園。讣告说，金国泰在朝鲜解放后为清算反党反革命宗派分子的流毒进行了原则性的斗争，坚决拥护了劳动党和领袖的思想和权威，对党和领袖无限忠诚，是劳动党的忠诚革命战士。

## 治丧委员会名单
1. 金永南（最高人民會議常任委员会委员长、劳动党中央政治局常委）
2. 朴鳳柱（内阁总理、劳动党中央政治局委員）
3. 崔龍海（勞動黨中央政治局常委、中央軍事委員會副委員長、朝鮮國防委員會委員、朝鮮人民軍總政治局局長）
4. 李永吉（朝鮮人民軍總參謀長）
5. 張正男（人民武力部長）
6. 金敬姬（勞動黨中央部長）
7. 崔泰福（最高人民會議議長）
8. 金養建（勞動黨統一戰線部長）
9. 文京德（平壤市委責任書記）
10. 盧斗哲（內閣副總理）
11. 趙延俊（勞動黨組織指導部第一副部長）
12. 金己男（勞動黨中央書記）

- 以上只列出部分名单共53位的治丧委员